# Molobratia triangulata
Molobratia triangulata là một loài ruồi trong họ Asilidae. Molobratia triangulata được Haupt & Azuma miêu tả năm 1998. Loài này phân bố ở vùng Cổ Bắc giới và châu Á.